# Arnold Watson Hutton
Arnold Pencliffe Watson Hutton, ispanizzato in Arnoldo Pablo Watson Hutton (Buenos Aires, 20 agosto 1886 – Buenos Aires, 29 luglio 1951), è stato un calciatore argentino, di ruolo attaccante.

## Biografia
Figlio di Alexander Watson Hutton e della prima moglie Margaret Budge, fin da giovane s'appassionò a vari sport: oltre al calcio, giocò anche a rugby, tennis, pallanuoto, cricket e polo (di queste due discipline fu anche nazionale).

## Caratteristiche tecniche
Giocava come ala sinistra.

## Carriera

### Club
Debuttò con l'Alumni, squadra fondata dal padre, il 13 aprile 1902. Insieme ai fratelli Brown, Watson Hutton era uno dei migliori elementi della formazione, improntata al gioco d'attacco tipico del calcio inglese. Interruppe la carriera sportiva per proseguire gli studi (intendeva laurearsi in Medicina all'Università di Edimburgo, ma non portò a termine i corsi), e dopo un periodo in Europa tornò in Argentina. Nel 1910 segnò 16 reti in campionato, divenendo così il miglior marcatore stagionale. Con lo scioglimento dell'Alumni, nel 1911, Watson Hutton decise di trasferirsi al Belgrano Athletic, l'altra squadra di maggior successo a quel tempo, e vi rimase sino al 1913, anno in cui cessò l'attività agonistica.

### Nazionale
Debuttò in Nazionale il 21 ottobre 1906, nella gara di Copa Nicanor R. Newton contro l'Uruguay. Giocò vari tornei con la selezione bianco-celeste: Copa Lipton, Copa Gran Premio de Honor Argentino, Copa Centenario Revolución de Mayo, Copa Gran Premio de Honor Uruguayo e Copa Presidente Roque Sáenz Peña.

## Palmarès

### Club

#### Competizioni nazionali
- Copa Campeonato: 5

Alumni: 1906, 1909, 1910, 1911
Belgrano Athletic: 1912
- Copa de Honor Municipalidad de Buenos Aires: 1

Alumni: 1906
- Copa de Competencia Jockey Club: 1

Alumni: 1909

#### Competizioni internazionali
- Copa de Honor Cousenier: 1

Alumni: 1906
- Tie Cup: 1

Alumni: 1906

### Individuale
- Capocannoniere della Copa Campeonato: 1

1910 (16 gol)